# Re di denari
Pour plus de détails, voir Fiche technique et Distribution.
Re di denari est un film italien réalisé par Enrico Guazzoni, sorti en 1936.

## Fiche technique
- Titre : Re di denari
- Réalisation : Enrico Guazzoni
- Scénario : Sandro De Feo et Guglielmo Giannini
- Photographie : Ubaldo Arata
- Montage : Ferdinando Maria Poggioli
- Musique : Ezio Carabella
- Pays d'origine : Royaume d'Italie
- Format : Noir et blanc - 1,37:1 - Mono
- Genre : comédie
- Date de sortie : 1936

## Distribution
- Angelo Musco : Don Paolo Marino
- Rosina Anselmi : Grazia Marino
- Mario Pisu : Franco
- Vanna Vanni : Paolina
- María Denis : Lola
- Ermanno Roveri : Totò
- Nerio Bernardi : L'avocat Lorenzi
- Mario Ferrari : Conte Fabrizio di Grottaferrata
- Ciro Galvani : Don Valerio Raspagliese
- Aristide Garbini : Don Romolo
- Vittoria Carpi